# Az Ügyvédi Kamara székháza (Miskolc)
A miskolci Ügyvédi Kamara egykori székháza a Szemere Bertalan utca 2. alatt, a Grünfeld-ház szomszédságában áll, tulajdonképpen a Szemere és a Kandia utca impozáns sarokháza.

## Története
A Miskolczi Ügyvéd Egylet 1869-ben alakult meg, ebből jött létre 1875-ben a Miskolci Ügyvédi Kamara. Elnöke Répászky Alajos, titkára pedig Bizony Ákos (1846–1922) lett. Székházuk a Széchenyi utcán állt, a mai 11. szám alatt. A kamara 1900 körül költözött mai helyére, és ekkoriban, 1902-ben lett a szervezet elnöke Bizony Ákos, akinek kamarai működése a Szemere utcai székházhoz kötődik. A jeles jogász húsz éven át töltötte be ezt a tisztséget, csak 1922-ben bekövetkező halála vetett véget munkásságának. Az országgyűlési képviselőként is tevékenykedő „Miskolc bölcse” tiszteletére a helyi jogászok Bizony Ákos-serleget alapítottak. A kamara 1930-ban még ebben az épületben működött, elnöke Glós Károly, titkára Forgács Dezső volt (ő ebben az épületben is lakott). Az 1938/1939-es címtár szerint a kamara székháza már a Werbőczy (ma Dózsa György) utca 11. szám alatt volt. A költözést minden bizonnyal célszerűségi szempontok is befolyásolták, így a kamara ugyanis az Igazságügyi Palota közvetlen közelében lehetett, másrészt a kamarai ügyvédek száma is megnövekedett (1928-ban 353 ügyvéd és 60 ügyvédjelölt tagja volt, közülük a Miskolcon praktizálók száma 110 volt).
Az épület ezután lakóházként működött, a polgári jólét megtestesítője volt. Az épületnek két, közel egyforma hosszúságú homlokzata van a két utcán, de megjelenésük eltérő. A Szemere utcai a látványosabb, díszesebb, a nagypolgári ízlést megjelenítő, a Kandia utcai homlokzat viszont visszafogottabb. A sarkon a két stílust a félköríves, erkélyes rizalit választja el egymástól. Az 1988-ban megkezdett felújítás lényegében megőrizte az épület értékeit és homlokzati tagolódását, de a földszinti részekről eltávolították a Szemere utcai oldal középrizalit attikafalának stukkódíszeit.
Az egykori kamarai épületben története során – legalábbis a 2000-es évekig – nem működött üzlet. A szomszédos területek átszervezése miatt azonban a kereskedelem és a vendéglátás is megjelent, a földszinti sarokrészen hírlapüzlet működött egészen 2014-ig, a Kandia utcai, a Szinva terasszal szomszédos oldalon teraszos szórakozóhelyek és kisebb boltok jöttek létre. Az emeleti lakások helyiségeiben is üzleti vállalkozások és cégek irodáit alakították ki.

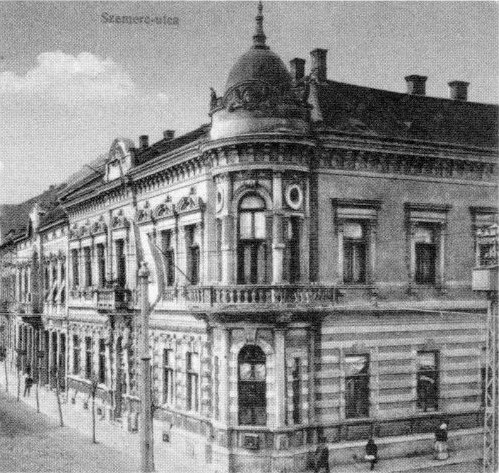
A székház 1916-ban